# Белый дворец (Белград)
Бе́лый дворец (серб. Бели двор / Beli dvor) — один из дворцов династии Карагеоргиевичей в Белграде. Является частью комплекса на холме Дединье, включающего также Королевский дворец с часовней Андрея Первозванного.
Строительство дворца для сыновей короля Александра I велось по поручению, отданному незадолго до его убийства на личные средства короля . Надзор над строительством взял на себя принц-регент Павел вплоть до его завершения в 1937 году. Королева Мария и ее три сына, включая 11-летнего короля Петра II, в это время продолжали проживать в Королевском дворце. Принц Павел оказался единственным членом королевской семьи, проживавшим во дворце до начала Второй мировой войны и последующего вторжения в Югославию.
После окончания войны новое коммунистическое правительство конфисковало активы и собственность королевской семьи. Белый дворец периодически использовался  Йосипом Броз Тито, а затем Слободаном Милошевичем для официальных государственных мероприятий и визитов иностранных гостей. Милошевич встречал американского посланника Ричарда Холбрука во дворце перед началом бомбардировки Югославии со стороны НАТО; в этом же дворце Милошевич позже официально ушел в отставку.
Белый дворец открыт для посещения публики по выходным в туристический сезон с апреля по ноябрь.